# Blohm & Voss Bv P.184

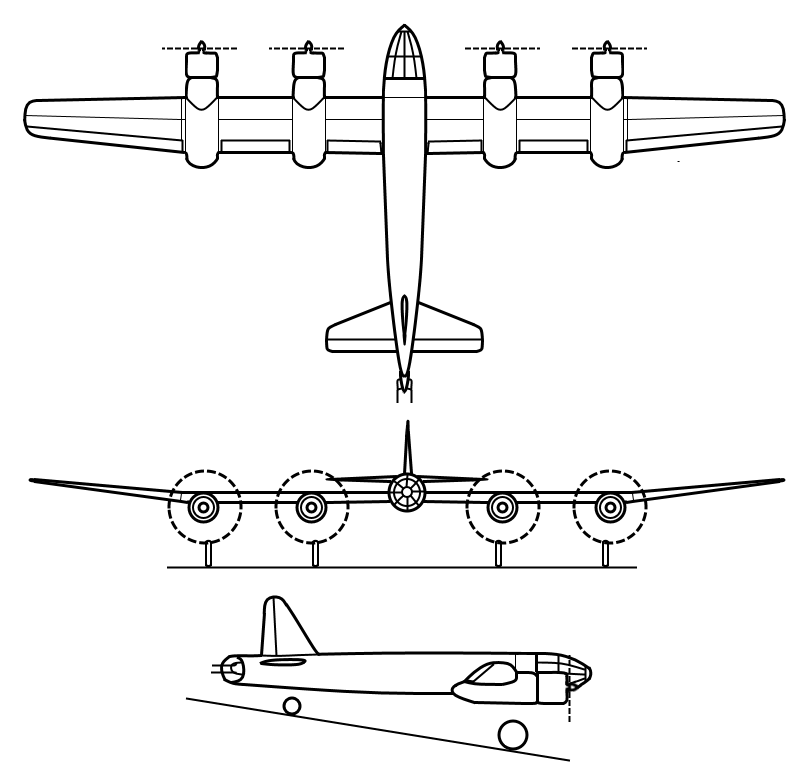
Blohm & Voss Bv P.184

De Bv P.184 is een project voor een langeafstandsbommenwerper/verkenningsvliegtuig dat werd ontwikkeld door de Duitse vliegtuigbouwer Blohm und Voss.

## Ontwikkeling
Het project stond onder leiding van Dr. Richard Vogt. De vleugels waren van een grote spanwijdte voorzien en laag tegen de rompzijkant geplaatst. Men had een speciale constructie toegepast en ze waren met 2 mm dik staalplaat bedekt. De ligger van de vleugel liep door de gehele lengte van de vleugel en kon het grootste deel van de brandstof voor het toestel bevatten. De vleugels waren ook merkaardig ver naar voren tegen de romp aangebracht, bijna direct achter de cockpit. In de romp was ook nog een grote brandstoftank met een diameter van 1,80 m geplaatst.
Het gehele toestel zou van metaal worden vervaardigd.
De motoren waren vier BMW 801E-, luchtgekoelde, dubbele stermotoren van 1.600 pk elk die in de voorrand van de vleugels waren geplaatst. In elke motorgondel was een landingsgestel poot geplaatst dat achterwaarts in de motorgondel werd opgetrokken. Het staartwiel was ook intrekbaar.
De bemanning bestond uit vijf man en zat in de cockpit die in de rompneus was geplaatst. De cockpit was van veel glas voorzien en was als drukcabine uitgevoerd. Deze was geheel in de rompneus geïntegreerd en had geen delen die buiten de omtrek van de romp uitstaken.
De bewapening bestond uit een op afstand bediende staartkoepel met twee 13mm-MG131-machinegeweren die via een periscoop vanuit de cockpit werd bediend. Tevens was er een 30mm-MK103-kanon in de rompneus geplaatst. De bommenwerper uitvoering kon ook 4.000 kg aan bommen en mijnen vervoeren. Beide uitvoeringen waren van fotoapparatuur voorzien.

##### Technische specificaties
- Spanwijdte: 35,80 m.
- Lengte: 17,30 m.
- Hoogte: 6,60 m.
- Vleugeloppervlak: 82 m².
- Startgewicht: 39.225 kg.
- Vliegbereik: 7.500 km.
- Plafond: 8.840 m.
- Stijgsnelheid: 360 m/min op zeehoogte, 235 m/min op 6.000 m.
- Maximumsnelheid: 500 km/uur.